# Sajať-Nova

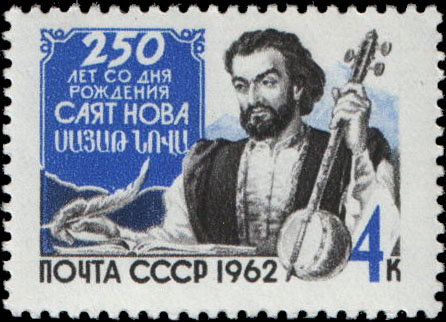
Sajať-Nova na ruské poštovní známce

Sajať-Nova, arménsky Սայաթ-Նովա, gruzínsky საიათნოვა, rodným jménem Harutjun Sajatjan (14. června 1712, Tbilisi – 22. listopadu 1795, Tbilisi) byl arménský básník narozený na území dnešní Gruzie, nejvýraznější představitel kavkazské středověké trubadúrské poezie, tzv. ašughů ("slavíků"). Byl dvorním pěvcem kharthlo-kachetinského krále Erekla II. Dochovalo se 68 jeho básní v arménštině, 35 v gruzínštině a 120 v ázerbájdžánštině. Básně byly tehdy zpívané, ale nápěvy se povětšinou nedochovaly. V jeho díle převažuje milostná lyrika, ale objevují se i tzv. chratakany (básně didaktické), žaloby (společensko-kritické verše) a básně panegyrické. Hlásil se k Arménské apoštolské církvi a považoval se za Arména.

## Život a dílo
Pocházel z rolnické rodiny. Možná se vyučil tkalcem – tak o tom hovoří ve svých básních, někteří historikové tomu ale nevěří a pravděpodobnější se jim zdá, že získal vzdělání v nějaké klášterní škole, kde se nejspíše vyučovalo gruzínsky (je nápadné, že jeho arménština není čistá a dělal v ní gramatické chyby). Od mládí se také učil hrát na hudební strunné nástroje typické pro ašughy (kamanča, čonguri, tar).
V jedné své básni tvrdí, že byl v patnácti letech zajat perským králem Nádir-šáhem a v jeho armádě se zúčastnil tažení do Indie a obléhání Dillí. Historikové nemají pro tuto informaci žádné jiné potvrzení, pravdou však je, že během tohoto tažení se mohl sblížit s budoucím králem Ereklem, který se ho rovněž zúčastnil. Byl by to klíč k pochopení toho, proč Erekle II. po nástupu na trůn Sajať-Novu vykoupil ze zajetí a pozval ho na svůj dvůr jako pěvce. Stalo se tak kolem roku 1748. Tento dvůr se nejprve nacházel v Thelavi, později byl přemístěn do Tiflisu (dnešního Tbilisi).
Na dvoře si pěvec zvolil jméno Sajať-Nova, které bylo perské a v perštině značilo "král písní" – perština byl jazyk, který rovněž ovládal a byl pro něj zřejmě jazykem nejčastější komunikace. Verše v ní ovšem nepsal.
Podle arménských historiků byla ženou básníkova srdce, jíž věnoval většinu svých trubadúrských vyznání, Ereklova sestra Anna Bagrationi, dcera krále Theimuraze II. Gruzínští badatelé se naopak přiklánějí k verzi, že byl Sajať-Nova zamilován do katolické dívky Tality.
Většinu děl vytvořil autor ve 40.-50. letech. První datovaná báseň je z roku 1753. V letech 1752-1753 byl Sajať-Nova ze dvora vypovězen, neznámo proč. Roku 1759 byl z Eraklova dvora vypovězen definitivně, ani v tomto případě není důvod známý. Musel odejít do vyhnanství v přístavu Anzal na břehu Kaspického moře, který tehdy náležel Persii. Podle arménské tradice stál za vypovězením jeho tajný poměr s princeznou Annou, či minimálně žárlivost Annina manžela Demetre Orbelianiho. Ale historikové se spíše kloní k názoru, že důvod byl jiný. Ve svých básních si před vyhnáním často stěžuje na pomlouvače, byl zřejmě neoblíben u dvorské šlechty, která jím pohrdala pro jeho nízký původ.
Doba jeho vyhnání kolem roku 1759 byla paradoxně jeho vrcholným tvůrčím obdobím. V exilu žil se svou manželkou Marmar, kterou poznal možná ještě na dvoře a odešli spolu. Z existenčních důvodů se stal knězem (v tomto případě tzv. ženatým knězem). Byl znám jako bratr Stepanos. Básně přestal psát, ale přepisoval některé starší. V této době také uspořádal svou nejslavnější sbírku – Tetrak. Roku 1768 zemřela jeho žena, načež se stal knězem celibátním (tzv. vardapetem). Život trávil v haghpatském klášteře.
Roku 1795 klášter poničili Peršané, když vypukla válka mezi Ereklem a jimi. Mniši uprchli do Tiflisu, kde se uchýlili do kostela sv. Jiří (Surb Gevorg). Peršané však dobyli i Tiflis. Během jejich řádění byl možná zabit i Sajať-Nova. Lidová tradice říká, že jeho posledními slovy bylo "Nevyjdu z kostela, nevzdám se Ježíše", načež byl ubit. Někteří historikové se však přiklánějí k variantě, že zemřel až kolem roku 1801.